# Vester Nebel (Kolding Kommune)
 Denne artikel omhandler byen Vester Nebel (Kolding Kommune). Der er også andre byer med dette navn, se Vester Nebel (Esbjerg Kommune).
Vester Nebel er en by i Sydjylland med 2.010 indbyggere  (2025), beliggende i Vester Nebel Sogn i kuperet terræn. Byen ligger i Kolding Kommune og tilhører Region Syddanmark.
I byen findes Vester Nebel Kirke, der er en romansk kirke fra 11-1200-tallet. Der findes desuden en skole, Vester Nebel Skole, i byen.
Fra Vester Nebel er der 6 kilometer til Almind, godt 9 til Egtved og knap 6 til Kolding.